# Långtjärnen (Överhogdals socken, Härjedalen, 690997-144859)
Långtjärnen är en sjö i Härjedalens kommun i Härjedalen och ingår i Ljusnans huvudavrinningsområde. Sjön har en area på 0,157 kvadratkilometer och ligger 305,2 meter över havet.

## Delavrinningsområde
Långtjärnen ingår i det delavrinningsområde (690927-144926) som SMHI kallar för Utloppet av Långtjärnen. Medelhöjden är 325 meter över havet och ytan är 2,75 kvadratkilometer. Det finns ett avrinningsområde uppströms, och räknas det in blir den ackumulerade arean 7,29 kvadratkilometer. Vattendraget som avvattnar avrinningsområdet har biflödesordning 3, vilket innebär att vattnet flödar genom totalt 3 vattendrag innan det når havet efter 230 kilometer. Avrinningsområdet består mestadels av skog (90 procent). Avrinningsområdet har 0,16 kvadratkilometer vattenytor vilket ger det en sjöprocent på 5,7 procent.